# スチュアート・アダムソン

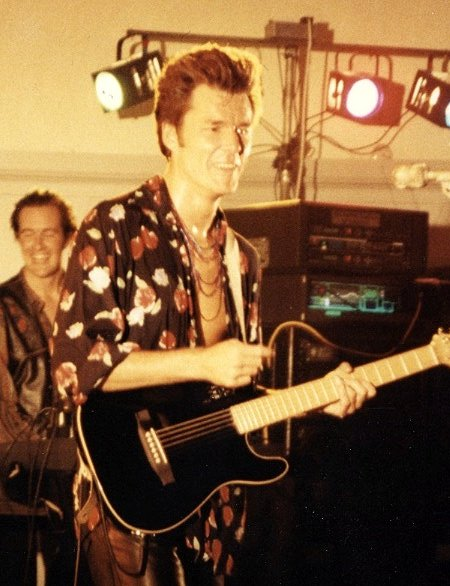
スチュアート・アダムソン（1991年）

スチュアート・アダムソン（Stuart Adamson、1958年4月11日 - 2001年12月16日）は、イギリスのミュージシャンである。

## 人物・来歴
イギリスのマンチェスター出身。両親は、スコットランド人であった。スチュアートが4歳のときに、スコットランドのエジンバラ・ダンファームリンに移住した。カントリーミュージックを好んだ両親の影響と、12歳のときにレッド・ツェッペリンのライブに感化され、ギターを買ってもらう。
1976年に、最初のバンド（後にザ・スキッズになるメンバーも含む）「TATOO」を結成。
1977年、18歳のときに、ボーカルのリチャード・ジョブソンを加えてザ・スキッズを結成。日本でも『恐怖のダンス』というアルバムが発売されている。その後、ジョブソンとの方向性の問題で、グループを脱退。友人のブルース・ワトソンと、元オン・ジ・エアーのマーク・ブレゼジッキ、トニー・バトラーと共にビッグ・カントリーを結成。ザ・スキッズではリードギターだったが、ビッグ・カントリーではボーカルとギターを務めた。叙情的な歌詞は、スコットランドの英雄詩人、ロバート・バーンズに継ぐとも評された。スコットランドのバグパイプの音をギターで出すなどの、特色のある音作りを見せた。
ビッグ・カントリーでは、全英、全米ともにヒットを飛ばし、名前を広めた。後期は、アルコール依存症を病み、治療目的も兼ね、アメリカ合衆国テネシー州のナッシュビルに移住した。
ビッグ・カントリー解散後、彼の最後のバンドとなる　ザ・ラファエルズを結成。アルバムを1枚、発表している。
1999年には、エディ・リーダーと共演し、シングル「Fragile Things」を発表。東京国際映画祭に出品されたコメディ映画『おかしなバスジャック』のサウンドトラックも担当した。
音楽的な問題や、二度目の離婚、アルコール依存症による、飲酒運転で捕まる、失踪などの問題などが続き、約3週間の失踪後、2001年にハワイのホテルで首吊り自殺をした（43歳）。

## ディスコグラフィ

### ザ・スキッズ
- 『スケアード・トゥ・ダンス』 - Scared to Dance (1979年)
- 『デイズ・イン・ヨーロッパ』 - Days in Europa (1979年)
- 『アブソルート・ゲーム』 - The Absolute Game (1980年)
- Joy (1981年)
- Fanfare (1982年)
- Dunfermline: A Collection of the Skids' Finest Moments (1987年)
- The Saints Are Coming: The Best of The Skids (2007年)

### ビッグ・カントリー
- 『インナ・ビッグ・カントリー』 - The Crossing（1983年）
- 『スティールタウン〜ビッグ・カントリーⅡ』 - Steeltown （1984年）
- 『ザ・シーア』 - The Seer （1986年）
- 『ピース・イン・アワー・タイム』 - Peace in Our Time （1988年）
- 『ノー・プレイス・ライク・ホーム』 - No Place Like Home （1991年）
- 『バッファロー・スキナーズ』 - The Buffalo Skinners （1993年）
- 『ホワイ・ザ・ロング・フェイス』 - Why the Long Face （1995年）
- 『ドライヴィング・トゥ・ダマスカス』 - Driving to Damascus （1999年)

### ザ・ラファエルズ
- Supernatural（2001年）